# Niederwürschnitz
Niederwürschnitz település Németországban, azon belül Szászország tartományban. Lakosainak száma 2533 fő (2023. december 31.).

## Népesség
A település népességének változása:
| Lakosok száma | 2691 | 2619 | 2592 | 2563 | 2544 | 2533 |
|               | 2014 | 2017 | 2019 | 2021 | 2022 | 2023 |